# Antoine Chrysostome Quatremère de Quincy
 Antoine-Chrysostome Quatremère de Quincy (París, 21 de octubre de 1755 — 28 de diciembre de 1849) fue un arqueólogo, filósofo, crítico de arte y político francés. 

## Biografía
Estuvo involucrado en los problemas de la Revolución francesa. En 1796 fue acusado de participar en los preparativos de la insurrección de los realistas, el 13 vendémiaire y fue condenado a muerte, pero absuelto a tiempo. El siguiente año fue elegido para el Consejo de los Quinientos en el departamento de Seine, pasando a la clandestinidad después de participar en un golpe monárquico. En 1800 fue nombrado secretario general del Consejo de la Seine. Desde 1816 hasta 1839 fue secretario de la Académie des Beaux-Arts , y en 1818 se convirtió en profesor de arqueología en la Biblioteca Nacional. Regresó a la política brevemente en 1820. Quatremère de Quincy fue el autor de numerosos artículos y libros. Entre 1788 y 1825 fue el responsable de la edición del Dictionnaire d'Architecture.

Imiter dans les beaux-arts, c’est produire la ressemblance d’une chose, mais dans une autre chose qui en devient l’image
«Essai sur la nature, le but et les moyens de l’imitation dans les beaux-arts», 1823.

On détruit la vérité imitative de chaque art, en voulant la compléter ou l’accroître
«Essai sur la nature, le but et les moyens de l’imitation dans les beaux-arts», 1823.

## Obras
- 1788-1825 - «Dictionnaire d'architecture» de la Encyclopédie méthodique, ed. Panckouck:e, 3 vols., París, 1788/1825.
- 1791 - Considérations sur les arts du dessin en France, suivies d'un plan d'Académie ou d'École publique et d'un système d'encouragement.
- 1796 - Lettres sur les préjudices qu'occasionnerait aux arts et à la science le déplacement des monuments de l'art de l'Italie.
- 1803 - De l'Architecture égyptienne considérée dans son origine, ses principes et son goût, et comparée sous les mêmes rapports à l'architecture grecque.
- 1814 - Le Jupiter olympien, ou l'Art de la sculpture antique, Didot frères, París.
- 1815 - Considérations morales sur la destination des ouvrages de l'art, ou de l'influence de leur emploi sur le génie et le goût de ceux qui les produisent ou qui les jugent…
- 1823 - Essai sur la nature, le but et les moyens de l'imitation dans les beaux-arts.
- 1824 - Histoire de la vie et des ouvrages de Raphaël.
- 1827 - De l'Universalité du beau et de la manière de l'entendre.
- 1829 - Monuments et ouvrages d'art antiques restitués d'après les descriptions des écrivains grecs et latins. (2 vol.).
- 1830 - Histoire de la vie et des ouvrages des plus célèbres architectes du XIe siècle jusqu'à la fin du XVIIIe, accompagnée de la vue du plus remarquable édifice de chacun d'eux.
- 1832 - Dictionnaire historique d'architecture, contenant dans son plan les notions historiques, descriptives, archéologiques, biographiques, théoriques, didactiques et pratiques de cet art, 2 vols., París. Esta obra es una refundición parcial del precedente Dictionnaire…, especialmente en lo que se refiere a los artículos extraídos de los dos primeros volúmenes (por ejemplo: Caractère, Décoration, etc.);
- 1834 - Canova et ses ouvrages.
- 1837 - Essai sur l'idéal dans ses applications pratiques aux arts du dessin.
- 1839 - Histoire de la vie et des ouvrages de Michel-Ange Buonarrotti

## Títulos, órdenes y empleos[1]

### Órdenes

#### Reino de Francia
- Caballero de la Orden de San Miguel.
- Caballero de la Legión de Honor.

### Empleos
- Miembro del Instituto de Francia (1804)
- Secretario perpetuo de la Academia de Bellas Artes (1816-1839)